# Jan Worogowski
Jan Wladimirowitsch Worogowski (russisch Ян Владимирович Вороговский; * 7. August 1996 in Talghar, Kasachstan) ist ein kasachischer Fußballspieler, der seit Sommer 2023 beim kasachischen Verein FK Astana unter Vertrag steht.

## Karriere

### Verein
Worogowski begann seine Karriere in der Saison 2013 bei Ak-Bulak Talgar in der Ersten Liga, der zweithöchsten kasachischen Spielklasse. Das erste Mal auf dem Platz stand er am 26. Juni im Spiel gegen FK ZSKA Almaty, nachdem er in der 71. Minute eingewechselt wurde. Insgesamt kam er auf 18 Einsätze, wobei er zwei Tore erzielen konnte.
Im Februar 2015 wechselte er zum kasachischen Erstligisten Qaisar Qysylorda, wo er einen Vertrag bis zum Jahresende erhielt. Seinen ersten Einsatz in der Saison 2015 für Qysylorda hatte er am 7. März beim 0:0-Unentschieden gegen Schetissu Taldyqorghan, als er in der 80. Minute für Danil Zoy eingewechselt wurde. Sein erstes Premjer-Liga-Tor und einzigen Treffer für den Verein konnte er am 6. Juni in der Begegnung mit dem FK Atyrau (1:2) erzielen.
Im Dezember 2015 unterschrieb Worogowski einen Fünf-Jahres-Vertrag beim FK Qairat Almaty. Am 13. März, dem ersten Spieltag der Saison 2016, stand er erstmals im Kader von Qairat, wo er kurz vor Ende der Partie in der 85. Minute gegen Timur Rudosselski eingewechselt wurde. Insgesamt kam er in der Saison auf sechs Einsätze. Am 17. März 2018 erzielte er in der 86. Minute im Spiel gegen den FK Atyrau sein erstes Tor für Almaty.
Im Juli 2019 verließ er Kasachstan und wechselte nach Belgien zu K Beerschot VA. In der Saison 2019/20 bestritt er für Beerschot 17 von 28 möglichen Ligaspielen, in den er ein Tor schoss, sowie je zwei Pokal- und Entscheidungsspiele. Zur Saison 2020/21 gelang dem Verein der Aufstieg in die Division 1A. Dort bestritt Worogowski 21 von 34 möglichen Ligaspielen mit einem Tor sowie ein Pokalspiel.
Nach zwei Jahren in Westeuropa schloss er sich erneut dem FK Qairat Almaty an. Doch schon ein halbes Jahr später kehrte er leihweise zum Zweitligisten RWD Molenbeek nach Belgien zurück. Im Rest der Saison 2021/22 spielte Worogowski bei 10 von 13 möglichen Ligaspielen für RWDM, bei denen er zwei Tore schoss, sowie in den beiden Relegationsspielen. Nach einer 0:1-Niederlage zu Hause gegen den RFC Seraing und einem torlosen Unentschieden auswärts verblieb RWDM in der Division 1B.
Anfang Juli 2022 machte Molenbeek von der Kaufoption Gebrauch. Worogowski unterschrieb einen Vertrag mit einer Laufzeit von zwei Jahren, mit der Option der Verlängerung um ein weiteres Jahr. Er bestritt in der Saison 2022/23 alle 32 möglichen Ligaspiele, in denen er drei Tore schoss, sowie ein Pokalspiel. Die Saison endete mit dem Aufstieg von Molenbeek in die Division 1A.
Anfang Juli 2023 wechselte er zurück nach Kasachstan zum FK Astana.

### Nationalmannschaft
Worogowski absolvierte 2012 drei Länderspiele für die kasachische U-17-Nationalmannschaft. Sein Debüt in der kasachischen Auswahl gab er am 14. Oktober 2012 im Spiel gegen die Türkei, das mit einer 0:3-Niederlage für Kasachstan endete. Am 25. März 2016 hatte er seinen ersten Einsatz in der kasachischen U-21-Nationalmannschaft, wobei er nach 68 Spielminuten ausgewechselt wurde. Im März 2018 wurde Worogowski erneut in den Kader der U-21-Nationalmannschaft aufgenommen. Im Qualifikationsspiel zur U-21-Fußball-Europameisterschaft 2019 gegen Luxemburg erzielte er seine ersten zwei Tore für eine kasachische Auswahl.
Am 10. Juni 2017 gab Worogowski sein Debüt in der kasachischen Nationalmannschaft in einem WM-Qualifikationsspiel gegen Dänemark, als er in der 67. Minute für Dmitri Schomko eingewechselt wurde. Sein erstes Tor schoss er 2021 in der EM-Qualifikation beim 3:0-Heimsieg über Schottland.

## Erfolge
FK Qairat Almaty
- Kasachischer Pokalsieger: 2017, 2018, 2021
- Kasachischer Supercupsieger: 2016, 2017